# Aoueinat Ezbel
Aoueinat Ezbel är en kommun i departementet Djiguenni i regionen Hodh Ech Chargui i Mauretanien. Kommunen hade 9 644 invånare år 2013.